# Hédy Attouch
Hédy Attouch, né le 16 février 1949 à Toulouse et mort le 14 octobre 2023 à Montpellier, est un mathématicien français et professeur à l'Université de Montpellier II.

## Formation et carrière
Hédy Attouch, ancien élève de l'Ecole Normale Supérieure de Cachan (département Mathématiques), obtient son doctorat en 1976 à l'Université de Paris VI (Pierre et Marie Curie) sous la direction de Haïm Brezis. Il est ensuite professeur à l'Université de Montpellier II (Sciences et Techniques du Languedoc).

## Prix et distinctions
En 2021, il reçoit le prix George-B.-Dantzig avec Michel Goemans. « Attouch a reçu le prix pour ses contributions fondamentales à l'analyse variationnelle moderne et à l'optimisation non continue, y compris les nouvelles notions de convergence variationnelle, l'introduction de nouvelles topologies pour l'étude de la stabilité quantitative des systèmes variationnels et leur application dans la conception et l'analyse d'algorithmes, les systèmes dynamiques et les équations aux dérivées partielles » (laudation),.

## Publications (sélection)
- avec Giuseppe Buttazzo, Gérard Michaille : Variational Analysis in Sobolev and BV Spaces: Applications to PDEs and optimization, SIAM 2005